# Lac Berta inférieur
Le Lac Berta inférieur, en Argentine, est un lac andin d'origine glaciaire situé à l'ouest de la province de Chubut, dans le département de Languiñeo, en Patagonie. 

## Description - Situation
Le lac Berta inférieur s'allonge d'ouest en est sur une longueur de 3 kilomètres et une largeur moyenne de 0,75 km. Il se trouve à plus ou moins quatre kilomètres au nord du lac General Vintter. Il occupe la partie orientale d'une vallée glaciaire dont son petit frère, le lac Berta supérieur occupe la partie ouest. Ce dernier, distant de seulement 550 mètres à vol d'oiseau, constitue son principal tributaire. 
Le lac Berta inférieur se situe au sein du bassin versant du río Engaño, affluent du río Carrenleufú. 

## Hydrologie
Il est avec le lac Engaño, l'un des deux principaux contributeurs à la formation du río Engaño.